# 安妮·斯皮尔斯
安妮·斯皮尔斯（英語：Annie Speirs，1889年7月14日—1926年10月26日），英国女子游泳运动员。她曾代表英国参加1912年夏季奥林匹克运动会游泳比赛，获得女子4×100米自由泳接力金牌。